# جورج دونالدسون
جورج دونالدسون (بالإنجليزية: George Donaldson)‏ هو لاعب كرة قدم بريطاني في مركز الوسط، ولد في 24 نوفمبر 1954 في إدنبرة في المملكة المتحدة. لعب مع نادي رينجرز.